# Signos fixos

No gráfico zodiacal, os signos fixos são indicados em verde.

Na tradição astrológica, signos fixos representam o meio das estações do ano, estando associados com a estabilização, a determinação, a profundidade e a persistência. São determinados, capazes de se concentrar, estáveis, resolutos, econômicos e majestosos. Por outro lado, também são inflexíveis, rígidos e teimosos. Essas características são muitas vezes emparelhadas com a necessidade de se considerar como estando certo.
Os doze signos do zodíaco são divididos entre as qualidades cardinais, fixas e mutáveis e, ao mesmo tempo, entre os quatro elementos que os antigos filósofos da natureza acreditavam ser a base da constituição da matéria.
Os quatro signos fixos do Zodíaco são:
- Touro () - elemento terra: Primavera no hemisfério norte e outono no hemisfério sul.
- Leo () - elemento fogo: Verão no hemisfério norte e inverno no hemisfério sul.
- Escorpião () - elemento água: Outono no hemisfério norte e primavera no hemisfério sul.
- Aquário () - elemento ar: Inverno no hemisfério norte e verão no hemisfério sul.